# 川端智幸
川端 智幸（かわばた　ともゆき）は日本の柔道家。階級は軽重量級(93kg級)。

## 経歴
天理大学に進むと、1965年の全日本学生柔道選手権大会無差別では明治大学の山本裕洋に敗れるが2位となった。
卒業後は大分県警所属となると、1969年の選抜体重別軽重量級で3位となった。
続いて世界選手権軽重量級に出場すると、準決勝で大学の後輩となる神奈川県警の笹原富美雄に大内返で敗れたものの3位となった。
引退後は大分県警の柔道師範を長らく務めると、2004年からはコンサルタント会社「大光」グループが運営する警備会社「デューク」所属となり、警備員の教育を担当していた。

## 主な戦績
- 1965年 -　全日本学生柔道優勝大会　3位
- 1965年 -　全日本学生柔道選手権大会　無差別　2位
- 1969年 -　選抜体重別　軽重量級　3位
- 1969年 -　世界選手権　軽重量級　3位
- 1970年 -　全国警察柔道選手権大会　無差別　2位
- 1971年 -　全国警察柔道選手権大会　無差別　3位
- 1972年 -　全国警察柔道選手権大会　無差別　3位

## 書籍
- 柔道 : 実践と理論 川端智幸　藤猪省太　平野嘉彦　大山昭三(共著)